# Kokhav Nolad

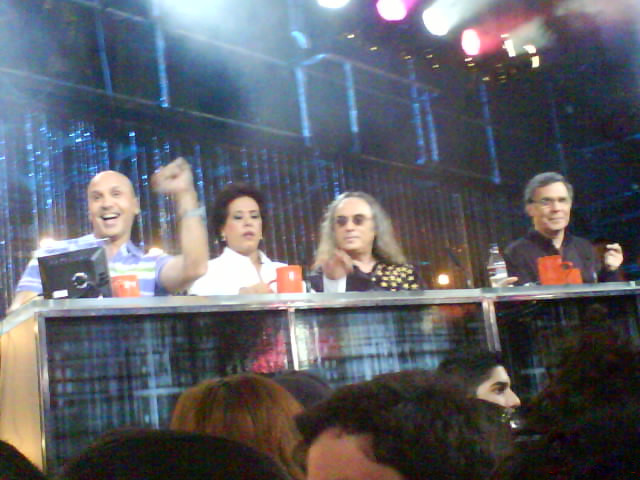
Juges une étoile est née

Kokhav Nolad (כוכב נולד en hébreu) est une émission de télévision israélienne adaptée de l'émission Pop Idol (la Nouvelle Star en France) même si, contrairement à la version française notamment, il ne s'agit pas d'une émission sous licence.
Démarrée en 2003 sur la 2e chaîne publique (ערוץ 2, Canal 2), elle a fait suite à Lo Nafsik Lashir (he: לא נפסיק לשיר, = Ne cesse pas de chanter) qui avait plutôt comme objectif de promouvoir exclusivement les chansons en hébreu.
Son titre signifie Une étoile est née, ce qui marque bien sa filiation avec les émissions diffusées dans les autres pays du monde. L'émission est présentée par Zvika Hadar.
En 2004, Harel Skaat participe à l'émission et finit deuxième cependant il est choisi pour représenter Israël au Concours Eurovision de la chanson 2010, où il finit en 14e position.
En mai 2007, se déroule la cinquième saison de Kokhav Nolad, dont le vainqueur Boaz Mauda représente ensuite Israël au Concours Eurovision de la chanson 2008.

## Gagnants
- 2003 : Ninet Tayeb, Shiri Maimon, Shai Gabso
- 2004 : Harel Moyal, Harel Skaat, Adi Cohen
- 2005 : Yehuda Saado, Michael Kirkilan, Shir Biton
- 2006 : Jacko Eisenberg, Maya Rotman, Refael Mirila
- 2007 : Boaz Mauda, Marina Maximilian Blumin, Shlomi Bar'el
- 2008 : Israel Bar-On, Lee Biran, Carmel Eclman
- 2009 : Roni Dalumi, Vladi Blayberg, Mei Feingold
- 2010 : Diana Golbi, Idan Amedi, Ohad Shraga'i
- 2011 : Hagit Yaso, David Lavi, Liron Ramati
- 2012 : Or Taragan, Itan Grinberg, Anita Gassin

## Juges
- Riki Gal, Tsedi Tzarfati et Roni Brown.
- Svika Pick
- Gal Ochovsky et Margalit Tzan'ani,
- Dana International
- Pavlo Rosenberg
- Miri Mesika, Yair Nitzani